# 彼得·穆林
彼得·穆林（英語：Peter William Mullin, 1941年1月14日—2023年9月18日）是一位美国企业家和慈善家。

## 生平
1941年出生于美国南帕萨迪纳 (加利福尼亚州)，获得加利福尼亞大學聖巴巴拉分校经济系学术学位。1969年在洛杉矶市中心创建穆林咨询并担任董事长和首席执行官。1998年至2013年还担任艾利丹尼森董事会成员。
2010年出资创建穆林汽车博物馆，在他去世后博物馆宣布于2024年2月10日永久关闭。